# (7369) Гаврилин
(7369) Гаврилин (лат. Gavrilin) — двойной астероид, относящийся к группе астероидов пересекающих орбиту Марса, который был открыт 13 января 1975 года советским астрономом Тамарой Смирновой в  Крымской обсерватории и назван в честь советского и российского композитора Валерия Александровича Гаврилина.

Орбита астероида Гаврилин и его положение в Солнечной системе

В 2007 году у данного астероида был обнаружен спутник, получивший временное обозначение S/2007 (7369) I. Спутник обращается вокруг астероида за 2 суток 1 час и 48 минут по орбите радиусом 27 км. Предполагаемый размер спутника 2,41 км.